# 涅阳街道
涅阳街道，是中华人民共和国河南省南阳市镇平县下辖的一个乡镇级行政单位。

## 行政区划
涅阳街道下辖以下地区：
幸福路社区、雪枫路社区、安国路社区、南大街社区、新华路社区、涅阳路社区、府前街社区、校场路社区、健康路社区、中山街社区、大世界社区、杏花园社区、三里河社区、建设西路社区、工业路社区、东关村、南关村、西关村、北关村和小店村。